# U-Bahnhof De Angeli
Der U-Bahnhof De Angeli ist ein unterirdischer Bahnhof der Linie 1 der U-Bahn Mailand. Er befindet sich im Westen der Stadt, unter dem gleichnamigen Platz.

## Geschichte
Der U-Bahnhof De Angeli wurde am 2. April 1966 bei der Inbetriebnahme der Zweigast Pagano–Gambara der Linie 1 eröffnet.

## Lage
Wie jeder Bahnhof der Linie 1 hat der Bahnhof De Angeli zwei Gleise mit Seitenbahnsteigen. Über dem Gleisniveau befindet sich ein Zwischengeschoss mit Zutrittskontrolle. Die architektonische Ausstattung wurde wie bei allen Bahnhöfen der Linien M1 und M2 von den Architekten Franco Albini und Franca Helg und vom Grafiker Bob Noorda gestaltet.

## Anbindung
| Linie | Verlauf |
| ----- | --- |
|       | Sesto 1º Maggio FS – Sesto Rondò – Sesto Marelli – Villa San Giovanni – Precotto – Gorla – Turro – Rovereto – Pasteur – Loreto – Lima – Porta Venezia – Palestro – San Babila – Duomo – Cordusio – Cairoli – Cadorna FN – Conciliazione – Pagano – Buonarroti – Amendola – Lotto – QT8 – Lampugnano – Uruguay – Bonola – San Leonardo – Molino Dorino – Pero – Rho Fiera – Wagner – De Angeli – Gambara – Bande Nere – Primaticcio – Inganni – Bisceglie |